# Маринър 4
Маринър 4 (Марс-Маринър 1964) е четвъртият космически апарат от програма Маринър и първият извършил успешно прелитане около Марс. Той е и направил първата снимка на марсианската повърхност. Апаратът е конструиран за извършването на близки наблюдения на планетата и пращането им на Земята. Други цели на мисията са измервания на частиците и полето в междупланетното пространство в близост до Марс.

## Конструкция на апарата
Маринър 4 има осмоъгълна магнезиева основа, с дължина 1270 mm по диагонал и 457 mm висока. Четири слънчеви панела са прикачени към конструкцията с дължина 6,88 m от единия до другия край на апарата. На върхът на Маринър 4 има антена с дължина 1168 mm. До нея е разположена друга, действаща във всички посоки с височина 2235 mm. Цялостната височнина на апарата е 2,89 m. Отдолу в центъра на конструкцията е монтирана телевизионна камера. В осмоъгълния апарат се помества електронно оборудване, двигателна система и запаси от гориво за контрол на височината. Повечето научни инструменти са монтирани външно. Освен камерата това са магнитометър, детектор на прах, телескоп за космически лъчения, детектор за следи от радиация, сонда за слънчева плазма и гайгеров брояч.
Електроенергията се осигурява от 28 224 слънчеви клетки в четирите слънчеви панели. Допълнителна презареждаща се батерия от 1200 W/h също помага при нужда от маневри. За задвижване се използва хидразиново гориво. Контролът на височината се осигурява от 12 двигателя със студен азот монтирани в края на слънчевите панели.

## Мисия

### Изстрелване
След изстрелването от стартова площадка 12 на ВВС база Кейп Каневерал защитното покривало е изхвърлено и комбинацията от степен на ракета Аджена-Д и Маринър 4 е раделена от бустера (ракетата) Атлас в 14:27:23 UTC на 28 ноември 1964 г. Първото пускане на двигателите на Аджена-Д от 14:28:14 до 14:30:38 извежда Маринър в околоземна орбита, а второто пускане от 15:02:53 до 15:04:28 изпраща Маринър 4 в трансферна орбита към Марс. Отделяне от степен Аджена-Д в 15:07:09 и апаратът предприема курс към Марс. Следва разгръщане на слънчевите панели.

### Полет покрай Марс
След 7 и половина месечно пътешествие включващо една маневра по пътя на 5 декември 1964 г., космическият апарат достига Марс на 14 – 15 юли 1965 г. Апаратът прелита на 9846 км от планетата и прави множество снимки на повърхността и.  Снимките направени от апарата са съхранени в лентата на борда на Маринър. В 02:19:11 UT на 15 юли Маринър 4 преминава отвъд Марс и радиосигналът прекъсва. Препращането на снимките започва 8,5 часа след подновяването на сигнала и продължава до 3 август. Всички снимки са пратени по два пъти за да е сигурно, че част от информацията не е повредена или загубена.

### Сблъсъци с метеорни тела и прекъсване на комуникацията
През късната 1967 г. е възобновено получаването на информация от Маринър 4. Детекторът за космически прах засича 17 удара в продължение на 15 минути на 15 септември, очевидно в резултат от микрометеороиден рояк, който временно променя височнината на апарата и вероятно поврежда слабо топлинния щит. По-късно се предполага, че апарата може би е прелетял близо до раздробеното ядро на кометата D/1895 Q1 или около нейни остатъци на разстояние около 20 милиона километра.

## Резултати
Обемът на информацията получена от мисията е 5,2 млн. байта (около 634 kB). Всички експерименти са извършени успешно, с изключение на йонизационната камера/гайгеров брояч, които се провалят през февруари 1965 г. и експеримента със сондата за измерване на плазмата, който се проваля заради повреда на резистор на 6 декември 1964 г. Изпратените снимки показват лунопобен терен осеян с кратери (по-късните мисии до Марс показват, че този регион не е типичен за планетата, а само за древния участък заснет от Маринър 4). Космическата сонда установвява, че плътността на марсианската атмосфера не превишава 1% от земната, а по химичен състав се състои основно от въглероден диоксид. Атмосферното налягане на повърхността е от 4,1 до 7 mbar (от 410 до 700 паскала) и дневните температури са около -100 градуса Целзий. Не е засечено магнитно поле.
- Първата близка снимка на Марс правена дотогава.

Снимките на осеяната от кратери повърхност и тънката атмосфера, показващи, че Марс е една относително неактивна планета, открита към „жестокостта“ на космоса, попарват надеждите за откриване на интелигентен живот на Марс – нещо, за което до този момент е било обект на спекулации от векове. Резултатите от полета водят до заключението, че ако на планетата има някакви форми на живот, те ще са по-малки и по-прости. Снимките направени от апарата са и последният пирон в ковчега на твърденията за наличието на „канали“ на Марс, каквито някои астрономи от края на XIX и началото на XX век твърдят, че са наблюдавали.
Общата цена на мисията се изчислява на около $83,2 млн., а на цялата поредица от апарати Маринър – $554 млн.